# Левкотея
Левкотея (на гръцки: Λευκοθέα, бяла богиня) е морско божество, получила своето име след като се хвърлила в морето. Според легендата Левкотея първоначално е била смъртна, известна с името Ино, дъщеря на тиванската царска двойка Кадъм и Хармония и сестра на Семела. Ино е съпруга на Атамант. След смъртта на Семела, Ино помогнала на Зевс като отгледала Дионис. Ревността на Хера отнела разума на Ино и тя се хвърлила в морето, заедно със сина си Меликерт, след което и двамата са превърнати в морски божества. Меликерт получава божеско име Палемон и се смята за покровител на Истмийските игри, основани в негова чест.
Левкотея-Ино е една от богините, които спасяват Одисей в морските му приключения. Тъй като той е посветен в мистериите на Самотраки, тя го спасява при корабокрушение – дава му булото си, което той трябва да препаше на голото си тяло, за да не потъне. Този мит дава основание на изследователите да смятат, че Левкотея е богиня от кръга на Великите Самотракийски богове. Известно е светилище-оракул на Левкотея в Лакония, където се интерпретират сънища.